# Rasmus Fleischer
Rasmus Fleischer (Halmstad, 19 aprile 1978) è un giornalista svedese freelance e scrive per l'Arbetaren.
Nel 2003, fu uno dei fondatori dell'organizzazione Piratbyrån, a favore della pirateria, fondò anche il tracker di BitTorrent The Pirate Bay.
Secondo la rivista svedese di computer Ny Teknik, viene classificato come la settima persona più influente nell'industria IT svedese.